# 坂元昭二
坂元 昭二（さかもと しょうじ、1953年12月24日 - ）は、宮崎県生まれのアコースティック・ギタリスト。

## 経歴
19歳で「りりィ&バイ・バイ・セッションバンド」に参加。その後下田逸郎のバックを務め、ひるたたつろうと組んだミルキー・ウェイなどの活動を経て1976年から1983年まで、福留順一と共にフォークデュオ・メロディーとして活動した。その間も作詞家（多くは作曲の福留と共作）およびギタリストとして、他のアーティストへの楽曲提供やバックバンドへの参加なども並行して行っている。
1979-1996年の17年間、さだまさしのツアーバンドである亀山社中に前身のサーカス時代から参加し、アコースティック・ギター、コーラスを担当した。ドラマ『北の国から』のギター演奏をしている（なおドラマ本編にも第23話に「ギターの青年」役で出演して、さだまさし作の「むかし子供達は」を歌っているが、スタッフのミスで坂本昭二と表記されてしまった）。さだまさしの他にもふきのとう、村下孝蔵、細坪基佳、TOSHI（当時はX JAPANを離れていた）、門倉有希、安倍なつみ等のツアーやレコーディングに参加した。
1996年6月からフリーのギタリストとして活動開始。ソロライヴ、また他のミュージシャンと共演したり、毎年70-80本のソロライブを全国のホール、ライブハウス、カフェ&ギャラリー、美術館、お寺、教会等で行っている。
2007年には北海道鷹栖町より「たかす文化大使」を任命される。
2001年にメロディーの再結成ライブを行い、以後不定期に活動。2018年には再結成後初のオリジナルアルバム『僕らの時代』を発表。2021年には2枚目のオリジナルアルバム『僕はまだ旅の途中』を制作。
またさいたま市在住と言うこともあり、Jリーグの浦和レッズのサポーターで、自身のアルバム『樹音』に「浦和Reds Rag ～ギドに捧ぐ」という曲も収録されている（注：ギドとはギド・ブッフバルト、元浦和レッズ選手・監督）。サポーターズ・クラブも作っている。

## ディスコグラフィー

### ギター・アルバム
1. 樹音 〜Breeze of God〜（1995年）
2. 昨日虹を見たよ（1998年）
3. 木星が視えた夜（2000年）
4. 天から降ってくる光 窓から射し込む音（2004年）
5. オーヴェールの静かな朝（2008年）
6. 北の国からベストセレクション・インストゥルメンタル（2010年）
7. ベストアルバム 風（2011年）
8. 一天天風（2012年）
9. 南島温帯夜（2016年）
10. ベストアルバム 風Ⅱ（2021年）

### 唄もの
- 唄物Ⅰ（失恋編）（2011年）
- 唄物Ⅱ（ほのぼの編）（2011年）
- 唄物Ⅲ（恋愛進行中編）（2011年）
- 海を渡る風/水彩画（2013年）
- この街で生きて行く 〜東北復興応援ソング〜（2015年）
- 唄物Ⅳ（2018年）
- 唄物Ⅴ（2021年）

この他、ミルキー・ウェイとしてシングル2枚・アルバム1枚、メロディーとしてシングル6枚（川崎龍介+メロディーとして1枚）・アルバム4枚、加えてメロディー再結成後にアルバム1枚を発表。

## ギター譜
1. さだまさしギター・ソロ・インストゥルメンツ（アレンジ、模範演奏 ドレミ楽譜出版社、2004年/2007年改訂版）
2. すぐ弾ける懐かしのTVドラマ&アニメ ギター・ソロ（同 ドレミ楽譜出版社、2005年/2009年改訂版）
3. すぐ弾けるフォーク・ソング・ギター・ソロ VOL.2（同 ドレミ楽譜出版社、2005年）※V0L.1は平倉信行が担当。
4. かぐや姫 ギター・ソロ・インストゥルメンツ（同 ドレミ楽譜出版社、2006年/2014年改訂版）
5. ウルトラマン ギター・ソロ・インストゥルメンツ（同 ドレミ楽譜出版社、2007年）
6. ソロ・ギターで奏でる スタジオジブリ作品集（同 ドリーム・ミュージック・ファクトリー、2009年/2010年改訂版）
7. ソロ・ギターで奏でる さだまさし作品集（同 ドリーム・ミュージック・ファクトリー、2010年）
8. ソロ・ギターで奏でる スタジオジブリギター名曲集（同 ドリーム・ミュージック・ファクトリー、2011年）
9. ソロ・ギターで奏でる 青春フォーク倶楽部 ギター名曲集（同 ドリーム・ミュージック・ファクトリー、2012年）
10. ソロ・ギターで奏でる 大人の映画音楽 ギター名曲集（同 ドリーム・ミュージック・ファクトリー、2013年）
11. ソロ・ギターで奏でる さだまさしギター名曲集（同 ドリーム・ミュージック・ファクトリー、2013年）
12. ソロ・ギターで奏でる 僕たちの青春フォーク ギター名曲集（同 ドリーム・ミュージック・ファクトリー、2014年）
13. ソロ・ギターで奏でる 永遠の映画音楽/ギター名曲集（同 ドリーム・ミュージック・ファクトリー、2014年）
14. ソロ・ギターで奏でる テレビ・テーマ&主題歌ギター名曲集（同 ドリーム・ミュージック・ファクトリー、2014年）
15. ソロ・ギターで奏でる 久石譲/ギター名曲集（同 ドリーム・ミュージック・ファクトリー、2014年）
16. ソロ・ギターで奏でる 大人のアニソン ソロ・ギター・コレクションズ（同 ドリーム・ミュージック・ファクトリー、2015年）
17. ソロ・ギターで奏でる フォーク&ニューミュージック（同 ドリーム・ミュージック・ファクトリー、2015年）
18. さだまさし/ソロ・ギター・コレクションズ vol.1 [1974-1994]（同 ドリーム・ミュージック・ファクトリー、2015年）
19. さだまさし/ソロ・ギター・コレクションズ vol.2 [1995-2015]（同 ドリーム・ミュージック・ファクトリー、2015年）
20. 心に残る映画音楽 ソロ・ギター・コレクションズ（同 ドリーム・ミュージック・ファクトリー、2016年）
21. 大人フォーク倶楽部 ソロ・ギター・コレクションズ（同 ドリーム・ミュージック・ファクトリー、2016年）
22. 心に残る映画音楽 ソロ・ギター・コレクションズ 愛と青春のシネマ編（同 ドリーム・ミュージック・ファクトリー、2017年）
23. NHKドラマ&テーマ ソロ・ギター・コレクションズ（同 ドリーム・ミュージック・ファクトリー、2017年）
24. ソロ・ギターで奏でる スタジオジブリ名曲集（同 ドリーム・ミュージック・ファクトリー、2017年）
25. フォーク&ニューミュージック ソロ・ギター・コレクションズ（同 ドリーム・ミュージック・ファクトリー、2018年）
26. 久石譲 ソロ・ギター・コレクションズ（同 ドリーム・ミュージック・ファクトリー、2018年）
27. 心に残る映画音楽 ソロ・ギター・コレクションズ 永遠の名作シネマ編（同 ドリーム・ミュージック・ファクトリー、2018年）
28. やさしいアレンジで弾く 宮崎駿&スタジオジブリ ソロ・ギター曲集（同 ドリーム・ミュージック・ファクトリー、2018年）
29. 宮崎駿&スタジオジブリ ソロ・ギター曲集（同 ドリーム・ミュージック・ファクトリー、2020年）
30. 青春フォーク&ニューミュージック ソロ・ギター曲集（同 ドリーム・ミュージック・ファクトリー、2021年）

## 著作
- 明日風が吹いたなら（八曜社刊、1985年）
- 見ればできる楽器演奏ガイド ギターをひこう（ほるぷ出版刊、2005年）
- 今日から弾ける はじめてのアコースティック・ギター基礎の基礎入門（ドリーム・ミュージック・ファクトリー刊、2010年/2011年改訂版）
- はじめてのアコースティック・ギター入門（ドリーム・ミュージック・ファクトリー刊、2016年/2017年改訂版/2020年再改訂版）